# Mária Amália Anna szász királyi hercegnő
Mária Amália Anna, németül: Maria Amalie Anna Josephina Antonia Justina Augusta Xaveria Aloysia Johanna Nepomucena Magdalena Walpurgis Katharina von Sachsen, (Drezda, 1757. szeptember 26. – Neuburg an der Donau, 1831. április 20.), a Wettin-ház Albert-ágából való szász választófejedelmi hercegnő (Kurprinzessin), 1806-tól szász királyi hercegnő, I. Frigyes Ágost szász király és Antal szász király hóga. A Wittelsbach-házból való Károly Ágost pfalz-zweibrückeni trónörökös herceggel kötött házassága révén 1775-től Pfalz-Zweibrücken hercegnéje (Herzogin von Pfalz-Zweibrücken). Megözvegyülve, 1798-tól a müncheni Szent Anna egyházi hölgyalapítvány főapátnője.

## Élete

### Származása
Mária Amália Anna szász (választófejedelmi) hercegnő 1753-ban született Drezdában, a Szász Választófejedelemség fővárosában.
Édesapja a Wettin-ház Albert-ágából származó Frigyes Keresztély szász választófejedelem (1722–1763) volt, III. Ágost lengyel király (1696–1763) és Habsburg Mária Jozefa főhercegnő (1699–1757) legidősebb túlélő fia, Albert Kázmér szász–tescheni herceg bátyja, apai ágon Erős Ágost lengyel király és szász választófejedelem, anyai ágon I. József német-római császár unokája.
Édesanyja a Wittelsbach-házból származó Mária Antónia Walpurga bajor hercegnő (1724–1780) volt, VII. Károly német-római császár (1697–1745) és Habsburg Mária Amália főhercegnő (1701–1756) leánya, apai ágon a törökverő II. Miksa Emánuel bajor választófejedelem, anyai ágon I. József német-római császár unokája. (Szülei elsőfokú unokatestvérek voltak, lévén a két nagymama, Mária Jozefa és Mária Amália főhercegnők édestestvérek, I. József császár leányai).
Szülei házasságából 9 gyermek született, ketten közülük születésük órájában meghaltak. A testvérek sorában Mária Amália volt a hatodik:
- Fiúgyermek (*/† 1748), születésekor meghalt.
- Frigyes Ágost József herceg (1750–1827), 1763-tól III. Frigyes Ágost néven választófejedelem, 1806-tól I. Frigyes Ágost néven Szászország királya.
- Károly Miksa Mária herceg (1752–1781), 1763-tól a trón várományosa.
- József Mária Lajos herceg (1754–1763), fiatalon meghalt.
- Antal Kelemen herceg (1755–1836), 1827-től I. Antal néven Szászország királya.
- Mária Amália Anna hercegnő (1757–1831), aki 1774-ben Károly Ágosthoz, Pfalz–Birkenfeld–Zweibrücken trónörökös hercegéhez (1746–1795) ment feleségül.
- Miksa Mária József herceg (1759–1838), 1827-től koronaherceg, aki 1792-ben Karolina Mária Bourbon–parmai hercegnőt (1770–1804), majd 1822-ben Mária Lujza Sarolta Bourbon–parmai hercegnőt (1802–1857) vette feleségül.
- Terézia Mária Jozefina hercegnő (1761–1820).
- Fiúgyermek (*/† 1762), születésekor meghalt.

Családtagjai révén Mária Amália hercegnő unokanővére volt XVI. Lajos francia királynak, IV. Károly spanyol királynak és Bourbon-Szicíliai Mária Ludovika császárnénak is.

### Házassága

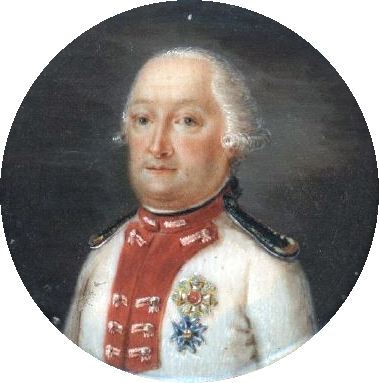
Férje, Károly Ágost, Pfalz-Zweibrücken trónörököse, majd uralkodó hercege

1774. február 12-én Mária Amália Anna hercegnő Drezdában feleségül ment a Wittelsbach-házból való II. Károly Ágosthoz, Birkenfeld-Bischweiler trónörökös hercegéhez (1746–1795), Frigyes Mihály palotagrófnak (Pfalzgraf), Pfalz-Zweibrücken-Birkenfeld hercegének (1724–1767) és Mária Franciska Dorottya Krisztina sulzbachi palotagrófnőnek (Pfalzgräfin von Sulzbach, 1724–1794) legidősebb fiához, a Pfalz-Zweibrücken Hercegség trónjának várományosához. Az új házaspár a svábföldi Neuburg an der Donau kastélyába (Schloss Neuburg) költözött.

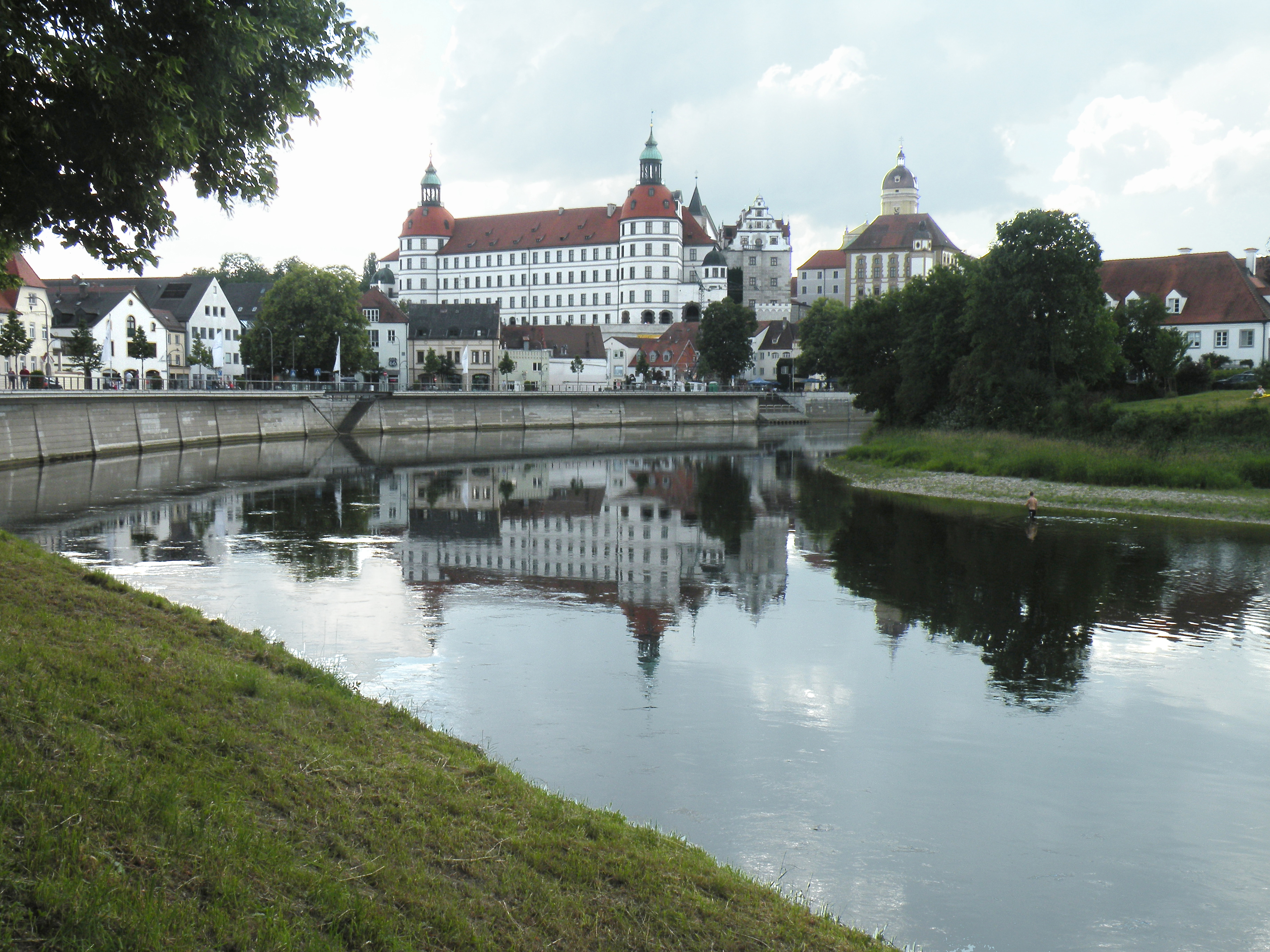
FA neuburgi kastély

Házasságukból egyetlen gyermek született, de ő sem érte meg a felnőttkort:
- Károly Ágost Frigyes (Karl August Friedrich, 1776–1784), Pfalz-Zweibrücken trónörökös hercege, kisgyermekként meghalt.

A vőlegény húga, Mária Amália Auguszta pfalz-zweibrücken-birkenfeldi hercegnő (1752–1828) már öt év óta (1769 óta) a menyasszony bátyjának, III. Frigyes Ágost szász választófejedelemnek volt a felesége.
Egy évvel később, 1775 augusztusában Károly Ágost nagybátyja, IV. Keresztély, Pfalz-Zweibrücken uralkodó hercege elhunyt. Mivel ő 1751-ben morganatikus házasságot kötött, fiai nem örökölhették a hercegség trónját. IV Keresztély utódja ezért unokaöccse lett, akit II. Károly Ágost néven a Pfalz-Zweibrückeni Hercegség uralkodójává koronáztak.

### Özvegységben
1795-ben II. Károly Ágost herceg elhunyt, örökös nélkül. A Pfalz-Zweibrückeni Hercegséget öccse, Miksa József herceg örökölte, aki 1799-ben, Károly Tivadar pfalzi és bajor választófejedelem elhunytakor e mellé megszerezte még a Bajor Választófejedelemség trónját is (IV. Miksa József néven). 1806 után Napóleon kegyéből I. Miksa néven Bajorország királya lett.

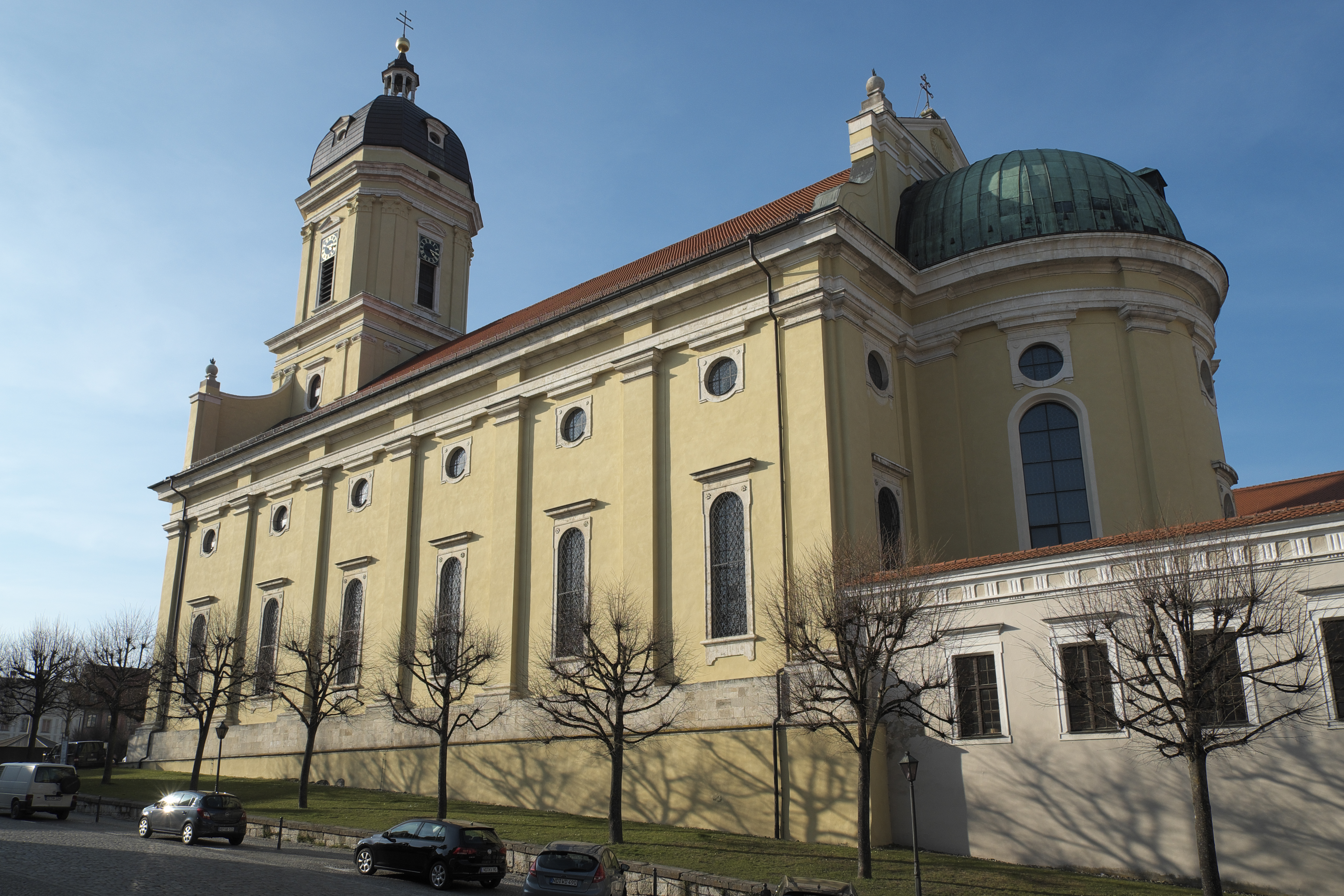
FA neuburgi Hofkirche

Az özvegy Mária Amália Anna hercegné, aki a Szent Erzsébet-rend nagymestere volt, 1798-ban a müncheni Szent Anna egyházi hölgyalapítványának főapátnője lett. Az alapítvány statútumait Miksa választófejedelem, később király, többször módosította. Mária Amália Anna szász királyi hercegnő, Pfalz-Zweibrücken özvegy hercegnéje 1831-ben hunyt el. Az ekkor már Bajorországhoz tartozó Neuburg an der Donau udvari templomában (Hofkirche) temették el. Gazdag könyvtárát 1834-ben Neuburgban elárverezték.